# Polio Hall of Fame

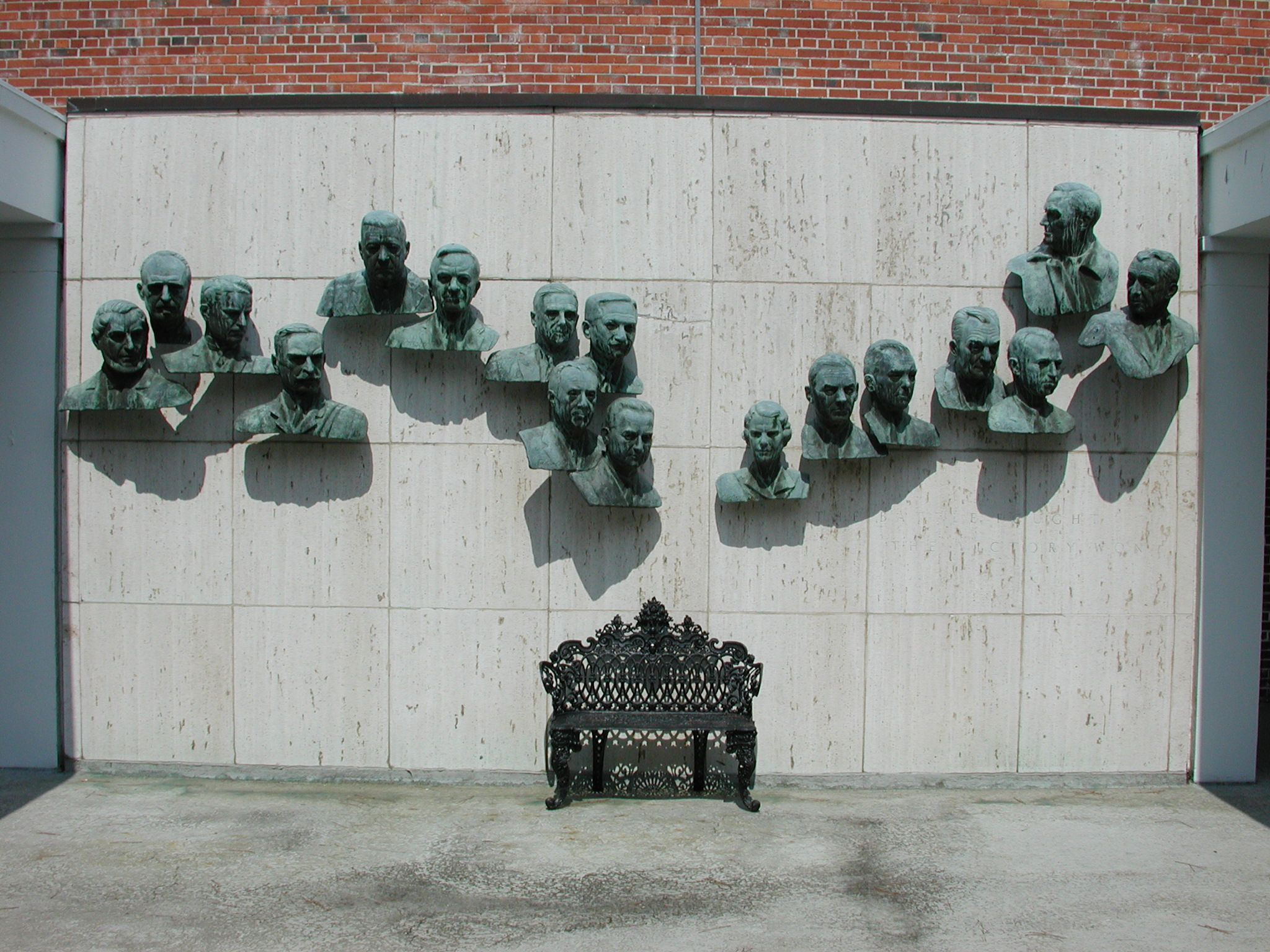
Gesamtansicht der Halle

Die Polio Hall of Fame – auch Polio Wall of Fame – ist eine Ansammlung von siebzehn Bronzebüsten von Personen, die die Erforschung der spinalen Kinderlähmung vorangebracht oder ermöglicht haben. Sie befindet sich an der Außenwand der Founders’ Hall im Roosevelt Warm Springs Institute for Rehabilitation in Warm Springs, Georgia, USA.

## Entstehung des Denkmals
Geschaffen wurden die Büsten vom amerikanischen Bildhauer Edmond Romulus Amateis im Auftrag der Warm Springs Stiftung. Am 2. Januar 1958 wurden die Büsten in Anwesenheit des Bildhauers und fast aller noch lebenden Personen feierlich enthüllt. Anlass der Feier war das 20-jährige Bestehen der Nationalstiftung für Kinderlähmung. Auch die Witwe Roosevelts Eleanor Roosevelt nahm an der Feier teil. Eine ausführliche Beschreibung der Enthüllungsfeier mit Fotos des Künstlers und der beteiligten Personen hat der Biograph von Charles Armstrong Edward A. Beeman veröffentlicht.

## Franklin D. Roosevelt und Warm Springs
Der US-Präsident Franklin D. Roosevelt hielt sich seit 1924 regelmäßig im Kurort Warm Springs auf und starb hier 1945. Er war 1921 an einer Lähmung der Beine erkrankt, die als spinale Kinderlähmung angesehen wurde; nach neueren Forschungen handelte es sich um das damals noch kaum bekannte Guillain-Barré-Syndrom. Roosevelt gründete 1927 die Georgia Warm Springs Foundation, deren Hauptaufgabe zunächst die Behandlung der spinalen Kinderlähmung sein sollte. Heute heißt die Einrichtung Roosevelt Warm Springs Institute for Rehabilitation und betreut in sechsundzwanzig verschiedenen Abteilungen Patienten mit Behinderungen aller Art.

## Abgebildete Personen
Die ersten fünfzehn der insgesamt siebzehn Bronzebüsten zeigen vierzehn Männer und eine Frau, die an der Erforschung und Bekämpfung der Kinderlähmung beteiligt waren. Die beiden Personen ganz rechts sind Roosevelt und sein enger Mitarbeiter Basil O’Connor. Die Reihenfolge der Büsten nach den ersten vier ist nicht durchgehend chronologisch.
| Nr. | Name                              | Leistung |
| --- | --------------------------------- | --- |
| 1   | Jakob von Heine (1800–1879)       | Deutscher Orthopäde, entdeckte und beschrieb die spinale Kinderlähmung (1840) |
| 2   | Karl Oskar Medin (1847–1927)      | Schwedischer Kinderarzt, entdeckte den ansteckenden Charakter der Krankheit |
| 3   | Ivar Wickman (1872–1914)          | Schwedischer Mediziner und Schüler Medins, bewies in Feldstudien den epidemischen Charakter der Krankheit und prägte den Namen Heine-Medinsche Krankheit                            |
| 4   | Karl Landsteiner (1868–1943)      | Österreichisch-US-amerikanischer Pathologe, entdeckte das Poliovirus und wies die Möglichkeit der Übertragung auf Affen nach                                                        |
| 5   | Thomas M. Rivers (1888–1962)      | US-amerikanischer Bakteriologe und Virologe, Vorsitzender des Komitees der Nationalstiftung für Polio-Impfung, die 1954 erfolgreiche Feldversuche mit der Polio-Impfung durchführte |
| 6   | Charles Armstrong (1886–1967)     | US-amerikanischer Virologe und Arzt im öffentlichen Gesundheitswesen, befürwortete und unternahm Selbstversuche mit Anti-Polio-Nasenspray                                           |
| 7   | John R. Paul (1893–1972)          | US-amerikanischer Virologe, er trug wesentlich zu Erkenntnissen über die Polioverbreitung bei                                                                                       |
| 8   | Albert Bruce Sabin (1906–1993)    | US-amerikanischer Professor der Kinderheilkunde, Vater der Schluckimpfung mit lebenden Viren                                                                                        |
| 9   | Thomas Francis junior (1900–1969) | US-amerikanischer Virologe an der Universität von Michigan und Lehrer Salks, erkannte die Wirksamkeit der Salk-Impfung                                                              |
| 10  | Joseph L. Melnick (1914–2001)     | US-amerikanischer Epidemiologe, entwickelte Immunitätsvorkehrungen beim Auftreten des Poliovirus                                                                                    |
| 11  | Isabel Morgan (1911–1996)         | US-amerikanische Virologin, trug mit Versuchsimpfungen an Affen zur Entwicklung von Impfstoffen bei                                                                                 |
| 12  | Howard A. Howe                    | US-amerikanischer Epidemiologe, wies nach, dass Schimpansen oral mit Polio angesteckt werden können                                                                                 |
| 13  | David Bodian (1910–1992)          | US-amerikanischer Mediziner, wies nach, dass das Virus durch Antikörper im Blut aufgehalten werden kann                                                                             |
| 14  | John F. Enders (1897–1985)        | US-amerikanischer Bakteriologe, Virologe und Immunologe, bereitete durch seine Forschungen den Weg für die Produktion von Impfstoff in großen Mengen                                |
| 15  | Jonas E. Salk (1914–1995)         | US-amerikanischer Arzt und Immunologe, war Pionier der Polio-Impfung in großem Stil                                                                                                 |
| 16  | Franklin D. Roosevelt (1882–1945) | US-Präsident 1933–1945 und Betroffener der Krankheit, gründete 1927 die Warms Springs Foundation                                                                                    |
| 17  | Basil O’Connor (1892–1972)        | US-amerikanischer Rechtsanwalt und Philanthrop, Präsident der Nationalstiftung für Kinderlähmung seit ihrer Gründung (1938) und der Georgia Warm Springs Foundation nach 1945       |

## Weitere Bilder

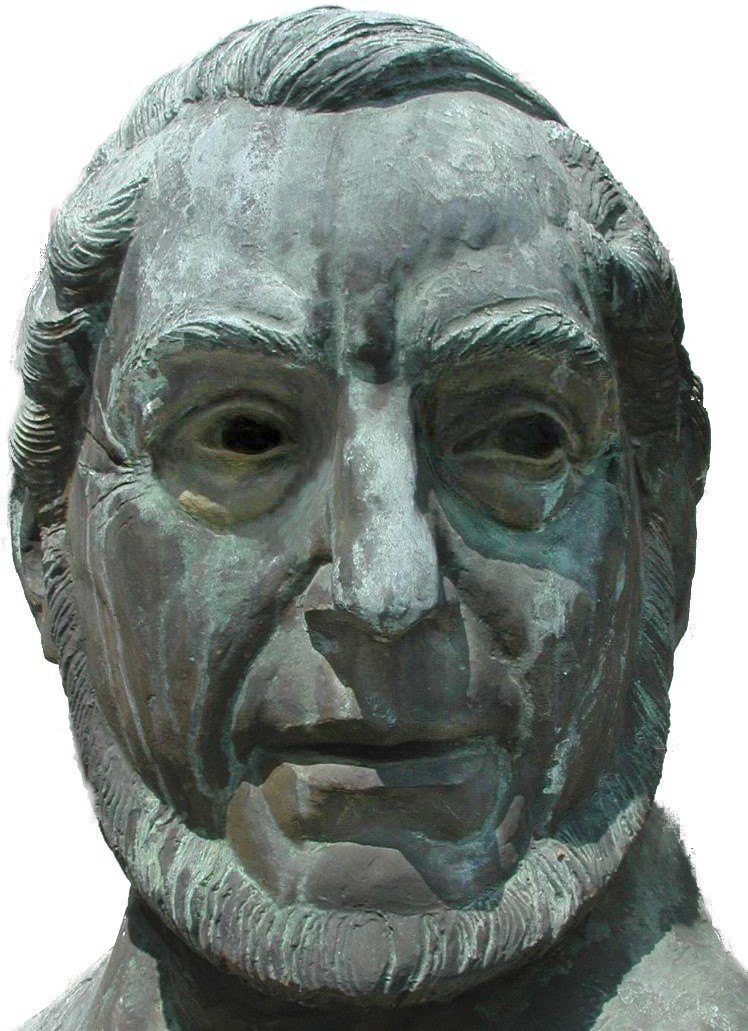
Jakob Heine
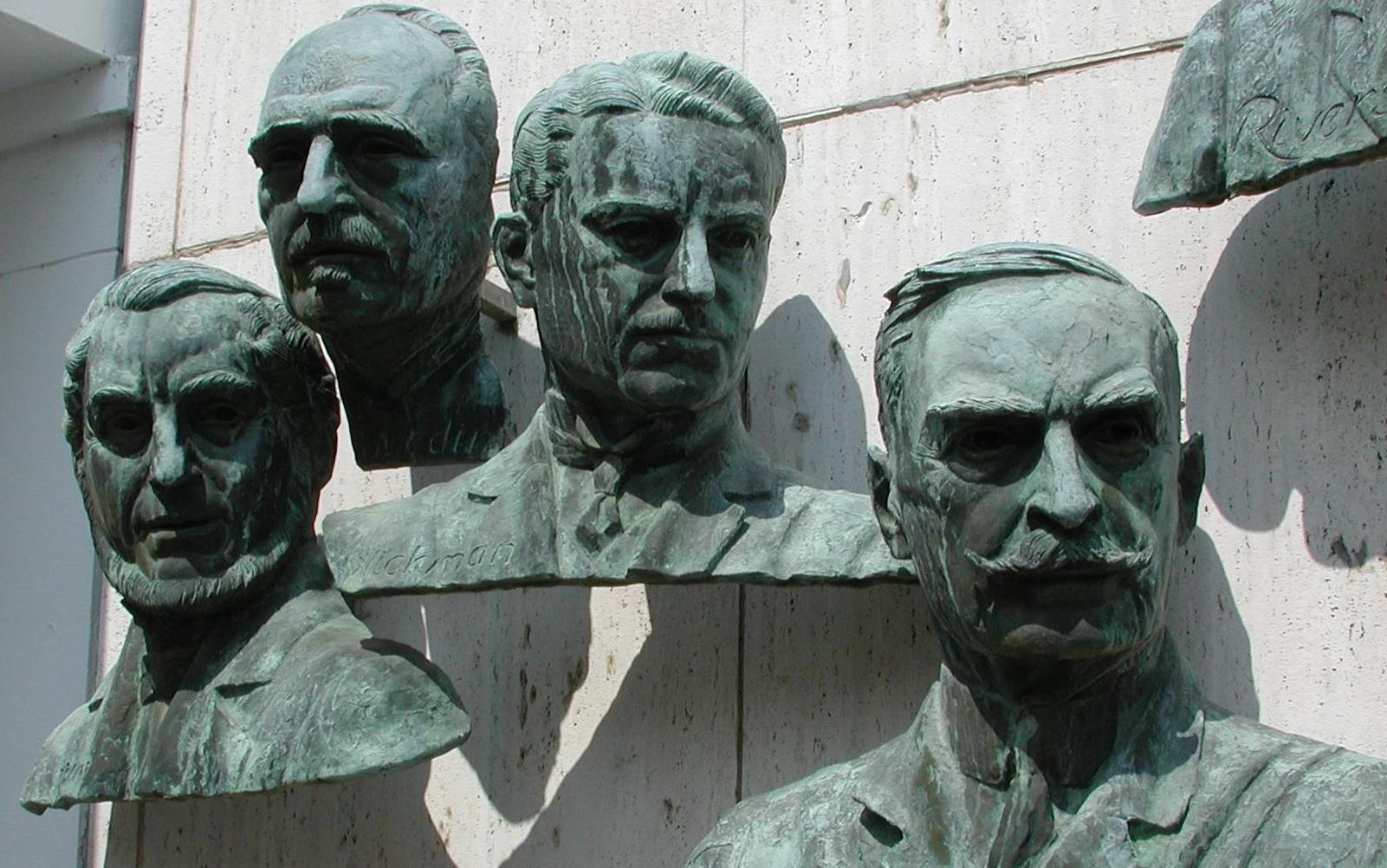
Die vier Europäer Heine, Medin, Wickman, Landsteiner
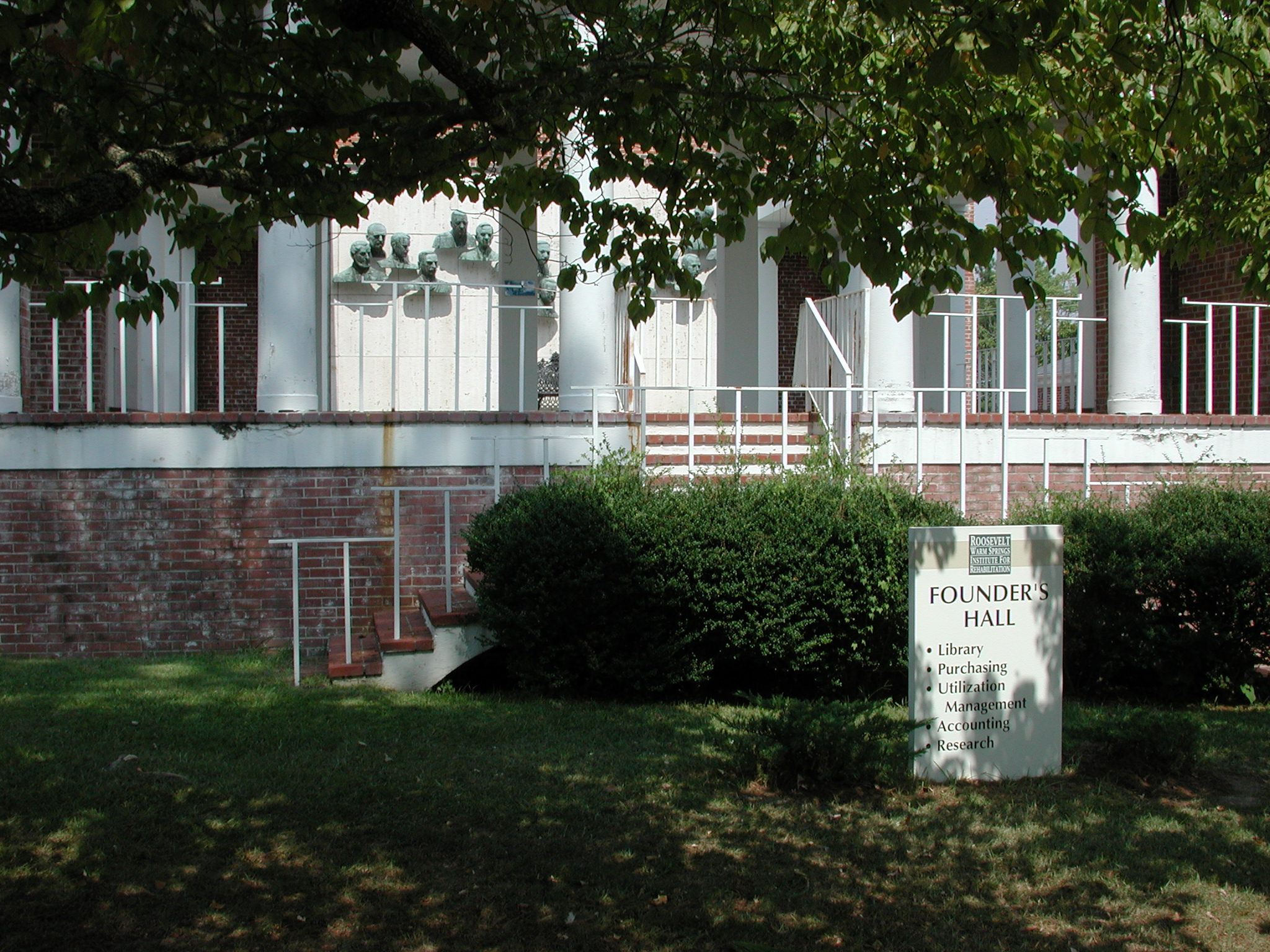
Der Eingang zur Founders' Hall
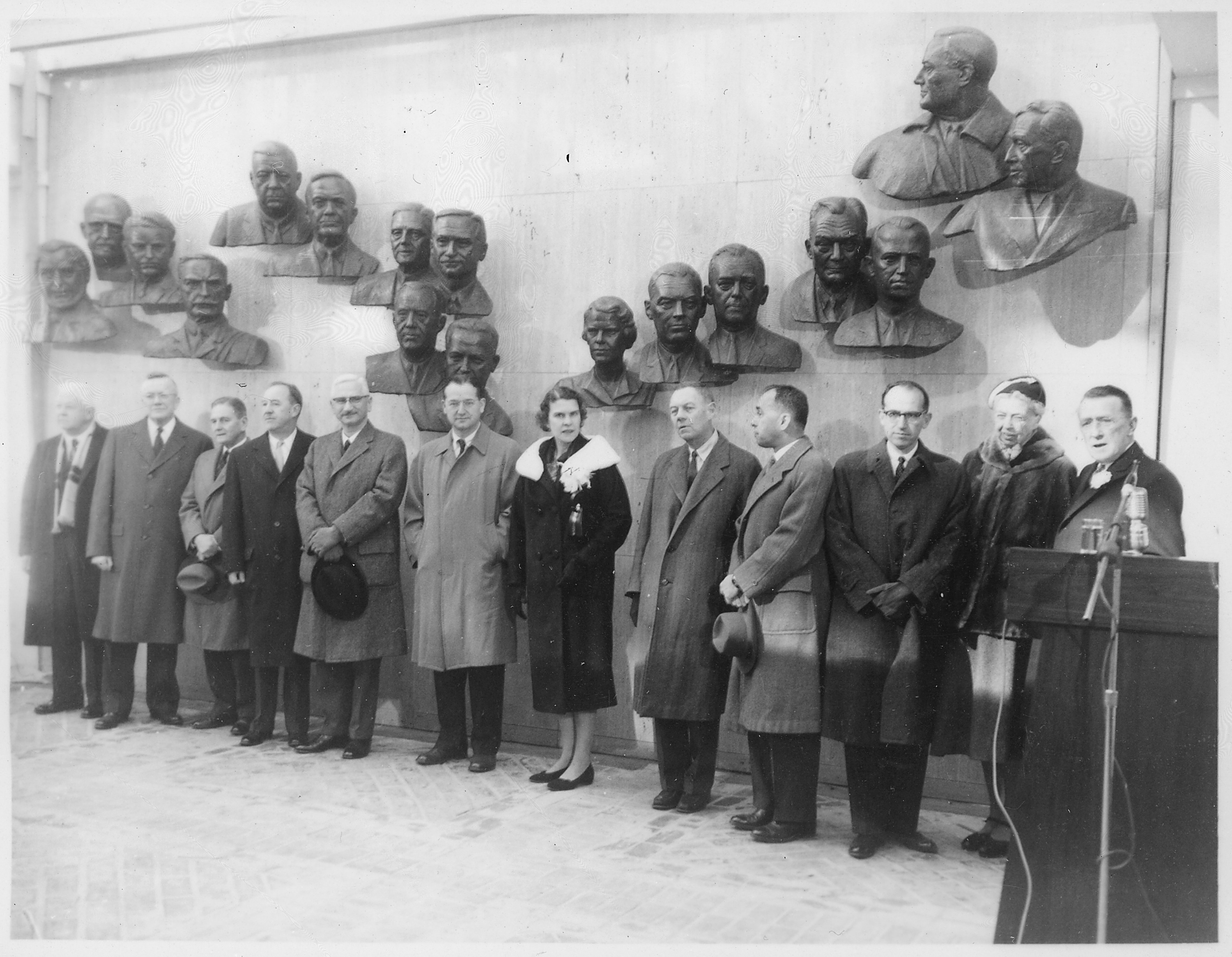
Einweihung am 2. Januar 1958
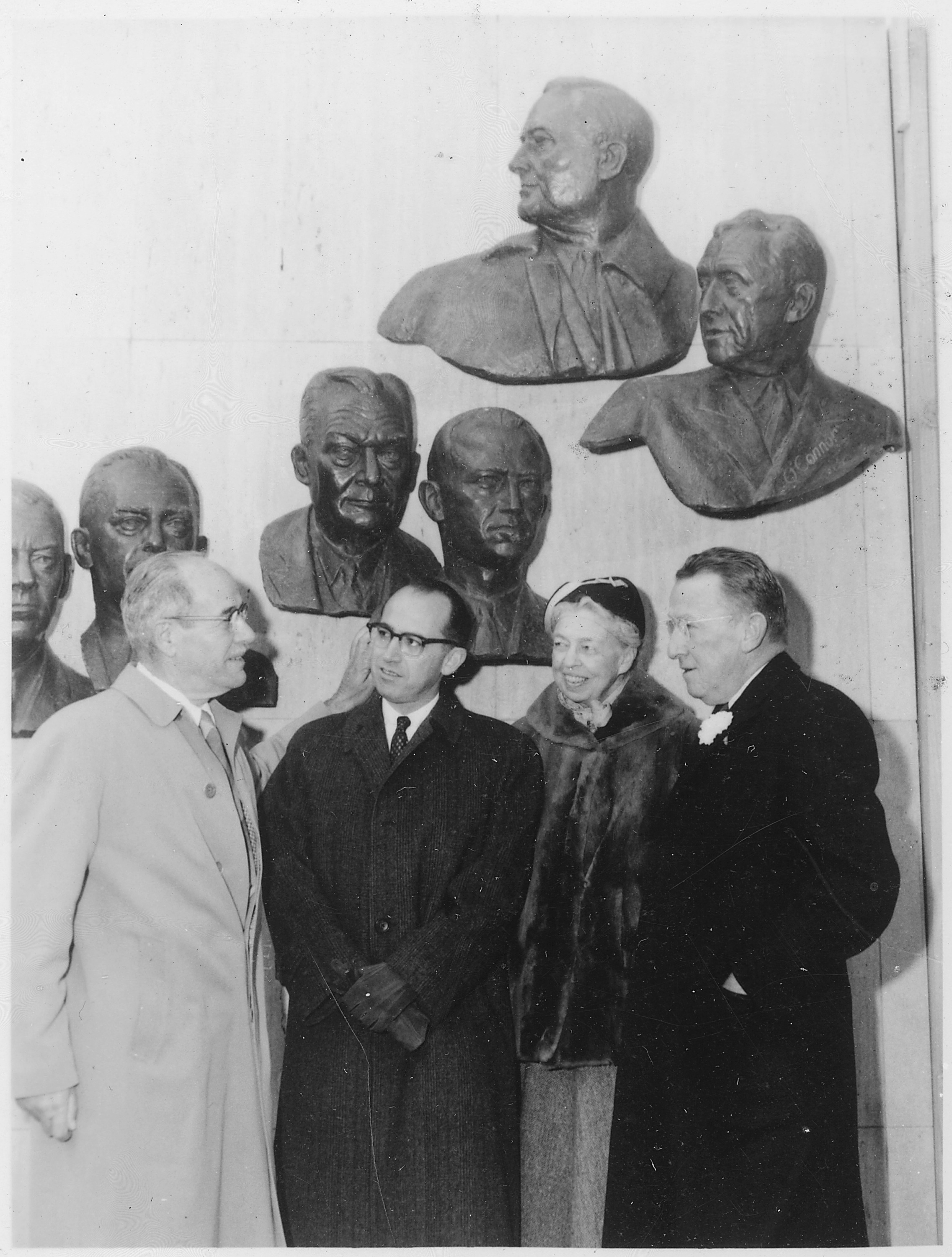
Eleanor Roosevelt, Jonas Salk und Basil O'Connor (2. Januar 1958)